# Verdienter Volkspolizist der Deutschen Demokratischen Republik
Verdienter Volkspolizist der Deutschen Demokratischen Republik war eine staatliche Auszeichnung  der Deutschen Demokratischen Republik (DDR), welche in Form eines Ehrentitels mit Urkunde und einer tragbaren Medaille verliehen wurde. 

## Beschreibung
Gestiftet wurde der Titel am 15. Juni 1966. Seine Verleihung erfolgte für Angehörige der Volkspolizei für besondere Leistungen sowie für persönliche Einsatzbereitschaft zum Schutze der DDR. Ferner für vorbildliche Initiative, die zu einer Erhöhung der öffentlichen Sicherheit und Ordnung beigetragen haben. Die Anzahl der Höchstverleihungen war pro Jahr auf 20 Ehrentitel begrenzt.

## Medaille zum Ehrentitel

### Aussehen
Die bronzene Medaille, welche vergoldet war, besaß die Form eines Polizeisterns und hatte einen Durchmesser von 33,5 mm. Sie zeigte auf ihren  Avers auf rot emaillierten Grund das Staatswappen der DDR in Gold, welches von einem goldenen Lorbeerkranz umschlossen war. Das Revers der Medaille zeigt denselbigen Kranz und die fünfzeilige Inschrift: FÜR DEN / SCHUTZ DER / ARBEITER-u.-/ BAUERN- / MACHT.

### Trageweise
Getragen wurde die Medaille auf der linken oberen Brustseite an einer pentagonalen Spange rot bezogenen Spange. In diesem Band sind jeweils 3 mm vom Saum aus gesehen entfernt, zwei schwarz-rot-goldene Streifen eingewebt, die gesamt 3,5 mm breit sind. Auf der unteren Seite der Spange sind links und rechts je zwei vergoldete Eichenlaubblätter aufgelegt sind. Diese finden sich auch paarweise auf der sonst gleichen Interimsspange wieder.